# Inge Görmer
Inge Görmer (11 april 1934) is een voormalige Oost-Duitse langebaanschaatsster.
Inge Görmer was vijf keer present op een internationaal kampioenschap. Aan de Wereldkampioenschappen nam ze viermaal deel als Oost-Duitse (1956, 1957, 1958 en 1959) en eenmaal, als lid van het Duitse eenheidsteam, nam ze deel aan de Olympische Winterspelen (1960).
Bij haar internationaal debuut op het WK Allround van 1956 werd ze 10e, op het WK Allround van 1957 werd ze 15e en op het WK Allround van 1958 werd ze zevende en behaalde ze op de 1500m en 300m haar beste afstand prestaties: twee vijfde plaatsen. De Olympische winterspelen van 1960 brachten Inge Görmer, die in januari op de baan van Davos al drie weekends lang door de Nederlandse Rie Meijer was verslagen, waarschijnlijk niet wat ze ervan verwachtte: een 16e plaats op de 1500m en een 13e plaats op de 3000m.

## Persoonlijke records
| Afstand    | Tijd    | Datum            | Baan         |
| ---------- | ------- | ---------------- | ------------ |
| 500 meter  | 49,7    | 1 februari 1960  | Davos        |
| 1000 meter | 1.39,6  | 31 januari 1960  | Davos        |
| 1500 meter | 2.36,5  | 18 februari 1960 | Squaw Valley |
| 3000 meter | 5.31,6  | 20 januari 1960  | Davos        |
| 5000 meter | 10.24,5 | 13 februari 1954 | Svratka      |

## Resultaten
| Jaar | WK Allround | Olympische Spelen   |
| ---- | ----------- | ------------------- |
| 1956 | 10e         |                     |
| 1957 | 15e         |                     |
| 1958 | 7e          |                     |
| 1959 | NC23e       |                     |
| 1960 |             | 16e 1500m 13e 3000m |

NC# = niet gekwalificeerd voor de laatste afstand, maar wel als # geklasseerd in de eindrangschikking